# Bertha von Suttner
Bertha Felicitas Sophie, baronessa von Suttner (nata contessa Bertha Kinsky von Wchinitz und Tettau; Praga, 9 giugno 1843 – Vienna, 21 giugno 1914), è stata una scrittrice austriaca, insignita nel 1905 del premio Nobel per la pace. Fu anche la seconda donna a vincere un premio Nobel, poiché il primo fu assegnato a Marie Curie nel 1903 per la Fisica. La sua opera principale, che le garantì fama mondiale, è Giù le armi!, primo best seller con tematiche pacifiste, pubblicato nel 1889. Per l'impegno profuso a favore delle tematiche pacifiste radicali, è considerata un simbolo del desiderio di pace dell'Austria.

## Biografia
Nacque a Praga nel 1843. Suo padre, il feldmaresciallo Franz-Josef Graf Kinsky von Wchinitz und Tettau, morto poco prima della sua nascita, apparteneva a una delle famiglie più antiche e altolocate della Boemia, mentre sua madre, Sophia Wilhelmine von Körner, di quasi cinquant'anni più giovane del marito, proveniva dalla piccola nobiltà locale ed era amante della poesia. Bertha crebbe in un ambiente aristocratico, a ridosso della corte imperiale, e imparò diverse lingue. Dopo aver cercato, senza successo, di intraprendere la carriera di cantante lirica (cosa di cui in seguito si vergognò molto), fu costretta a cercarsi una occupazione quando l'eredità paterna con cui si manteneva si esaurì. Fu così che Bertha trovò un posto di governante e dama di compagnia, le uniche due occupazioni concesse a una giovane donna di nobili origini, nella casa del barone Carl von Suttner.
Fu lì che conobbe l'ingegnere e romanziere Arthur Gundaccar Freiherr von Suttner, figlio del barone, con il quale allacciò una relazione segreta che, scoperta, costrinse Bertha ad abbandonare casa Suttner. Per un breve periodo, nel 1876, si trasferì a Parigi dietro invito dello scienziato Alfred Nobel in qualità di sua segretaria personale, dopodiché fece ritorno in patria per sposare segretamente il suo amato Arthur, contro la volontà della famiglia di lui. I due si trasferirono nella regione del Caucaso, dove Bertha aveva diversi amici che l'aiutarono a trovare lavori occasionali, soprattutto nel campo dell'insegnamento privato e della collaborazione con diverse pubblicazioni della regione.
Quando si sollevarono i venti di guerra tra l'Impero russo e l'Impero austro-ungarico nel 1885, Bertha e suo marito fecero ritorno in patria, dove si riconciliarono con la famiglia von Suttner, che li ospitò nella loro dimora estiva di Harmannsdorf nella Bassa Austria. La convivenza con un ambiente conservatore e di campagna era troppo soffocante per i due, soprattutto a causa del loro acceso anti-clericalismo, e per alleviare la pesantezza di questa condizione Bertha ricominciò a scrivere novelle brevi, iniziando a interessarsi alle problematiche pacifiste. Fu così che venne a conoscenza della International Arbitration and Peace Association, fondata a Londra nel 1880 dal pacifista inglese Hodgson Pratt, il cui scopo era la promozione degli arbitrati e dei trattati di pace contro il metodo della guerra nelle relazioni tra gli stati.
Nel 1887 Bertha entrò in contatto con questa organizzazione pacifista e nel 1889 il suo capolavoro venne pubblicato sia a Vienna che a Berlino. L'opera venne tradotta in più di 20 lingue e fu uno dei libri più letti e venduti del XIX secolo. Dopo i suoi successi come scrittrice, Bertha von Suttner, ormai quarantaseienne, divenne una figura centrale nell'attivismo pacifista internazionale. Nel 1891 fondò la Società Pacifista Austriaca di cui rimase presidente fino alla sua morte nel 1914. Sempre nel 1891 suo marito, Arthur, fondò la Associazione per il rifiuto dell'antisemitismo, con l'aiuto di importanti figure politiche austriache.
Nel 1892 collaborò con il pacifista tedesco Alfred Hermann Fried alla fondazione della "Società pacifista germanica", per la quale collaborò alla pubblicazione della rivista Giù le armi! dal 1892 al 1899. Nel 1899 Bertha darà alle pubblicazioni il suo secondo romanzo dal titolo Das Maschinenzeiltalter, traducibile in L'era delle macchine, in cui si scagliava contro il nazionalismo predominante in Europa e contro la corsa agli armamenti. In questo stesso anno collabora con la pacifista ed attivista per i diritti delle donne Margarethe Selenka e con il marito per promuovere la Conferenza di Pace dell'Aia, patrocinata dallo zar Nicola II di Russia; lavorò come inviata per la Neue Freie Presse ai lavori della Conferenza stessa, mentre l'anno successivo compì diversi viaggi in ambito internazionale per promuovere la Corte permanente di arbitrato istituita dalla stessa Conferenza di Pace dell'Aia.
Nonostante avesse subìto un duro colpo nel 1902 con la morte del suo amato marito, Bertha von Suttner continuò a sforzarsi di lottare per promuovere i loro ideali comuni e nel 1905 ricevette il premio Nobel per la pace che il suo grande amico e ammiratore Alfred Nobel aveva ideato pensando all'attività da lei svolta. Nobel infatti prima di morire scrisse già nel 1893 alla "Cara amica":
Bertha von Suttner dovette aspettare ben cinque anni prima di vedersi attribuire il premio Nobel per la pace (il primo anno non figurò neanche nella lista dei candidati). Jean Henri Dunant, primo vincitore del premio con Frédéric Passy, scriverà:
Nel 1906 ebbe un ruolo fondamentale nell'organizzazione del "Comitato di Fratellanza Anglo-Tedesco", patrocinato dalla Conferenza di Pace del 1905 con l'obiettivo di riavvicinare i due paesi. Durante questo periodo tenne diverse conferenze in cui mise all'erta il suo uditorio sui pericoli della militarizzazione della Cina e sul progresso degli aerei come velivoli da guerra. Al Congresso per la Pace del 1908, che si tenne a Londra, proclamò la necessità dell'unità europea come unico mezzo contro la catastrofe della guerra ormai diffusasi a livello mondiale..
Nell'agosto 1913, sebbene già fortemente provata dalla sua malattia (si suppone una forma di neoplasia), Bertha partecipò alla Conferenza Internazionale di Pace dell'Aia, dove venne eletta "generalissimo" del movimento pacifista. Nel maggio del 1914 partecipò all'organizzazione della XXI Conferenza di Pace, che avrebbe dovuto tenersi a Vienna in settembre, ma morì il 21 giugno 1914, una settimana prima dell'Attentato di Sarajevo che avrebbe portato allo scoppio della prima guerra mondiale.

## Omaggi
- La sua effigie appare sulla moneta austriaca da 2 €.

## Opere
- Ein schlechter Mensch. München 1885.
- Daniela Dormes. München 1886.
- High Life. 1886
- Das Maschinenzeitalter. 1889.
- Giù le armi!, Dresden 1889
- Vor dem Gewitter. Wien 1894.
- Einsam und arm. Dresden 1896.
- Schach der Qual. 1898.
- Die Haager Friedenskonferenz. Pierson, Leipzig 1900.
- Marthas Kinder (= Die Waffen nieder. Teil II). 1902.
- Franzl und Mirzl. Leipzig 1905.
- Die Entwicklung der Friedensbewegung. Leipzig 1907.
- Eva Siebeck. 1892.
- Randglossen zur Zeitgeschichte. 1892–1900 und 1907–1914.
- Rüstung und Überrüstung. Berlin 1909.
- Memoiren. Stuttgart 1909.
- Der Menschheit Hochgedanken. Berlin 1911.
- Die Barbarisierung der Luft. Berlin 1912.

### Edizioni italiane
- Bertha von Suttner, Abbasso le armi! Storia di una vita, a cura di Giuseppe Orlandi con prefazione di Laura Tirone, Centro Stampa Cavallermaggiore, 1996